# Панега
Вижте пояснителната страница за други значения на Ангиста.
Панега, още Просяченската река, Лиса Чай или Севендрия Чай (на гръцки: Αγγίτης, Ангитис), е река в Егейска Македония, Северна Гърция, приток на Драматица. В Гърция за Драматица се смята за приток на реката. 

## Етимология
Името се среща от византийските автори като Πάνακα, акузтив на Πάναξ. Производно е на по-старото *Панек, *Паник, което идва от тракийското *panik(a), „река“. Краесловното -а е член от мъжки род. Сравними са Златна Панега, село в Луковитско, Златна Панега, река в Луковитско, Панека над Павелско и Πάνυσσος, тракийското име на Камчия. Името е от индоевропейския корен *pan - „блато“, „тиня“.

## Път
Реката извира от пещерата Маарата при село Нови Калапот (бившата Буджак махала) и се влива в Драматица при Баница (Символи).

## Водосборен басейн
→ ляв приток, ← десен приток
- ← Дервентска река (Балабан)[3]
- ← Виливища (Куру Чай)[2]
- → Калина (Сушица, Куру Чай)[2]
- → Сушица (Куру Чай)[2]